# Durbe
Durbe  é uma cidade da Letónia.
Foi descrita pela primeira vez em 1260, 
Recebeu o posto de município em 1893 e esta categoria foi confirmada em 1917.
É a terra natal de Zigfrīds Anna Meierovics (1887 - 1925), um primeiro-ministro do país.